# يوميات الحزن العادي
يوميات الحزن العادي، أحد الكتب النثرية من مؤلفات الشاعر العربي الفلسطيني محمود درويش، صدرت في عام 1973، عن مركز الأبحاث الفلسطيني في بيروت، لبنان.

## يوميات الحزن العادي(رواية)
تجربة المنفى والهوية في أدب محمود درويش:      
كتاب “يوميات الحزن العادي” هو عمل نثري مميز للشاعر الفلسطيني محمود درويش، صدر عام 1973، ويعكس فيه فترة عيشه الأولى في فلسطين قبل التهجير. يتسم الكتاب بطابع حزين وثوري، حيث يصف درويش نثراً ما آلت إليه حالة الشعب الفلسطيني، وما يعانيه من العدو الإسرائيلي في وطنه وفي المنافي. يعبر العمل عن أيام طويلة من القهر والحزن، ليجسد معاناة شخصية عاشها درويش بنفسه، تعكس في الوقت ذاته ما يعيشه الملايين من أبناء وطنه المحتل. بأسلوب يمزج بين اللغة الشعرية والنثرية، ينقل الكتاب تجربة المنفى والهوية الفلسطينية في سياق إنساني وفلسفي عميق. ترجم الكاتب ابراهيم مهوي الرواية الى اللغة الانجليزية.